# Johann Christian Gottlob Baumgarten
Johann Christian Gottlob Baumgarten, född 7 april 1756 i Luckau, Tyskland, död 29 december 1843 i Sighișoara, Transsylvanien, var en tysk botaniker.